# Сексологија
По дефиницији коју даје Опћа енциклопедија ЈЛЗ, сексологија је наука која се бави проучавањем сексуалности; истражује компоненте и манифестације људске сексуалности, полни нагон, еротичност, рад гениталних органа, начине задовољавања полног нагона, полне аномалије и поремећаје полних функција.

## Претече
Претече модерне сексологије су истраживања немачког психијатра Р. Крафт-Ебинга (1854—1902) те наравно учење оснивача психоанализе Зигмунда Фројда (1856—1939). Фројдов настављач Вилхелм Фрик (1897—1957) посебну пажњу посветио је изучавању сексуалне енергије.

## Настанак сексологије: Алфред Кинсеј
Међутим, сексологија као посебна научна дисциплина настаје после Другог светског рата, истраживањима америчког биолога Алфреда Кинсеја, који је на темељу разговора са хиљаду особа објавио извештаје Sexual Behavior in the Human Male (Полно понашање људског мужјака) 1948. и Sexual Behavior in the Human Female (Полно понашање људске женке) 1953. Ти су га извештаји учинили звездом у медијима, објектом жестоких напада бранитеља традиционалних вредности и предметом жестоких контроверзи.
Моралисти су га нападали због тога што је јавно проговорио о табуима, јер је једнако третирао све манифестације полности не правећи разлику између „природног“ и „неприродног“, дозвољивог и забрањеног, и такође због тога што је сексуални ужитак третирао као нешто што је потпуно нормално и пожељно и нешто око чега се вреди потрудити, образовати и вежбати, насупрот традицији хришћанске цивилизације у којој се сексуалност једва толерише, само у браку и само у „мисионарском“ положају. Идеја да је сексуалност једноставно „лепа, животна и хумана“ (Тордјман, 1980., с корица) и данас многима изазива нелагоду.
Стручњаци су му упућивали замерке због грешака у методологији, статистичкој обради и интерпретацији резултата разговора с испитаницима. Међутим, његови се подаци и закључци и данас цитирају и користе.
Битни Кинсејев закључак био је да проблеми које већина људи има у полним односима не потичу из органских узрока (како су тврдили физиолози) нити из њихових психичких проблема (како тврде психоаналитичари); главни узрок је незнање о њиховој сексуалности. Људима треба помоћи да одбаце заблуде и непотребне инхибиције, да спознају своје истинске жудње и да стекну потребна знања и вештине, како би се превладале сметње попут импотенције и фригидности, али и да би се повећао ужитак људи које иначе сматрамо (па и себе сами сматрају) потпуно здравим и нормалним.

## Сексуална терапија и образовање
Тако сексологија, новостворена научна дисциплина, убрзо постаје и прави просветитељски покрет, који ће се улити у широку реку револуционарних покрета 1960-их година, која је укључила и сексуалну револуцију. Иако су ти покрети крајем 1960-их утихнули и њихове се глобалне револуционарне претензије распршиле, ова просветитељска оријентација остаје до данас битна у приступима терапеута и у приручницима за самопомоћ. Тако је, на пример, Сексуална интелигенција, објављена на енглеском 2001. и на хрватском 2004., чија је главна мисао да треба упознати и ослободити своје „скривено сексуално Ја“. При томе није потребна никаква дубока, дуготрајна и стресна психоанализа, већ серија практичних вежби, какве су увели Мастерс и Џонсон.
Кључне фигуре тог развоја су Вилијам Х. Мастерс и Вирџинија Џонсон, који развијају своје методе сексуалне терапије, те 1966. године објављују свој извештај. Како пише савремени хрватски социолог Александар Штулхофер, они су извршили својеврсну револуцију и заправо створили „сексуалну терапију“. Они одбацују искључиво психоаналитички приступ лечењу сексуалних проблема, који је дуготрајном психотерапијом настојао освестити скривене, несвесне узроке поремећаја, уз претпоставку да ће проблем нестати сам од себе када пацијент постаје свестан тих узрока.
Мастерс и Џонсон приступају прагматично (у складу са когнитивно-бихевиоралним правцем у психологији), усмерујући пажњу на терапију а не на дијагнозу. Усмерују се такође редовно на пар, а не на појединца. Уводе серију „домаћих задатака“, вежби које помажу пару да изађе из рутине сексуалног живота унутар којег је проблем настао. Кроз вежбе, смањује се међусобни притисак и ствара здравија слика сексуалности и еротског задовољства.
Каснији приступи у сексуалној терапији на различите начине комбинују психодинамички приступ са когнитивно-бихевиоралним, прилагођујући се условима и оценама о томе шта је узрок проблема појединца односно пара; они се пак обично више не називају „пацијенти“ већ „клијенти“. Сексуални терапеути комбинују информисање, едуковање, конкретне вежбе и дубинске разговоре. Ако се укаже потреба, терапија се употпуњује лековима. Такав се, комбиновани, приступ показао најделотворнијим.